# Ґрабувець (Бродницький повіт)
Ґрабувець (пол. Grabówiec, нім. Buchenhagen) — село в Польщі, у гміні Боброво Бродницького повіту Куявсько-Поморського воєводства.
Населення — 191 особа (2011).
У 1975-1998 роках село належало до Торунського воєводства.

## Демографія
Демографічна структура станом на 31 березня 2011 року:
|          | Загалом | Допрацездатний вік | Працездатний вік | Постпрацездатний вік |
| -------- | ------- | ------------------ | ---------------- | -------------------- |
| Чоловіки | 99      | 21                 | 64               | 14                   |
| Жінки    | 92      | 19                 | 47               | 26                   |
| Разом    | 191     | 40                 | 111              | 40                   |